# Paraplacidellus
Paraplacidellus är ett släkte av insekter. Paraplacidellus ingår i familjen dvärgstritar.
Kladogram enligt Catalogue of Life:
| Paraplacidellus | \| \| Paraplacidellus conjugatus \| \| \| \| \| \| Paraplacidellus maculatus \| \| \| \| |
|                 | \| \| Paraplacidellus conjugatus \| \| \| \| \| \| Paraplacidellus maculatus \| \| \| \| |
|                 | Paraplacidellus conjugatus                                                               |
|                 |                                                                                          |
|                 | Paraplacidellus maculatus                                                                |
|                 |                                                                                          |